# Ylä-Poskinen
Ylä-Poskinen och Ala-Poskinen är sjöar i Finland. De ligger i kommunen Kuopio (före 2017 i Juankoski kommun) i landskapet Norra Savolax, i den centrala delen av landet, 400 km nordost om huvudstaden Helsingfors. Ylä-Poskinen ligger 127,8 meter över havet. Den är 10,48 meter djup. Arean är 1,58 kvadratkilometer och strandlinjen är 7,82 kilometer lång. Sjön  ingår i Vuoksens huvudavrinningsområde.   I omgivningarna runt Ylä-Poskinen växer i huvudsak blandskog.